# توربان
توربان (بالصينية: 吐鲁番市 )‏ هي مدينة على مستوى محافظة، في جمهورية الصين الشعبية، تتبع سنجان، تبلغ مساحتها 69,620.63 كيلومتر مربع، رمزها البريدي هو 838000 من أبرز معالمها مئذنة أمين.

## التقسيمات الإدارية
- Gaochang, Turpan [الإنجليزية]‏
- Shanshan County [الإنجليزية]‏
- Toksun County [الإنجليزية]‏.